# Il prezzo del potere
Il prezzo del potere è un film del 1969 diretto da Tonino Valerii.

## Trama
Il presidente degli Stati Uniti James A. Garfield alla vigilia di una visita a Dallas è al centro di un complotto organizzato dal governatore dello Stato e dal banchiere Pinkerton, con la complicità dello sceriffo Jefferson che mira alla sua eliminazione.
Willer scopre il complotto e lo denuncia proprio allo sceriffo Jefferson senza sapere che questi in realtà è coinvolto. Viene quindi ucciso ed il suo cadavere viene ritrovato dal figlio William Willer, detto Bill, un texano che ha combattuto volontario nell'esercito unionista proprio sotto il comando di Garfield. Cercherà di scoprire gli assassini del padre e quelli del presidente, insieme al suo amico ed ex commilitone Jack Donovan e ad Arthur McDonald, un agente dello United States Secret Service.

## Riferimenti ad avvenimenti accaduti
Sebbene nella trama ci sia un parallelo con l'assassinio del presidente John Fitzgerald Kennedy, avvenuto pochi anni prima, sia per la città che per la modalità, il film fa riferimento al ventesimo presidente degli Stati Uniti, James A. Garfield, anch'egli assassinato per le gravi ferite da revolver riportate a Washington il 2 luglio 1881, morendo il 19 settembre dopo due mesi di agonia.